# عبدالله یمین
عبدالله یمین عبدالقیوم (به دیوهی:އަބްދުﷲ ޔާމީން އަބްދުލް ގައްޔޫމް) ششمین رئیس جمهوری منتخب مالدیو است.
عبدالله یمین که ۵۴ سال سن دارد یک اقتصاددان شناخته شده و رهبر حزب پیشرو در کشور مالدیو است.
او توانست در یک رقابت غافلگیر کننده مجموع ۵۱٫۳۹ درصد از آرا را کسب کند و به این ترتیب بر محمد نشید که رقیب اصلی او در انتخابات بود؛ پیروز شود. محمد نشید ۴۸٫۶۱ درصد آرا را کسب کرد. محمد نشید که یک سال پیش از آن بر اثر یک شبه کودتا از قدرت کنار گذاشته شد به شکست خود در انتخابات اذعان کرد.
عبدالله یمین برادر ناتنی مامون عبدالقیوم حاکم پیشین مالدیو و رهبر حزب ˈ پیشروˈ در این کشور است.